# Saint-Sébastien-d’Aigrefeuille
Saint-Sébastien-d’Aigrefeuille település Franciaországban, Gard megyében. Lakosainak száma 510 fő (2022. január 1.). Saint-Sébastien-d’Aigrefeuille Générargues, Mialet, Saint-Jean-du-Pin és Saint-Paul-la-Coste községekkel határos.

## Népesség
A település népessége az elmúlt években az alábbi módon változott:
| Lakosok száma | 173  | 270  | 357  | 486  | 530  | 524  | 500  | 503  | 505  | 510  |
|               | 1968 | 1982 | 1990 | 2006 | 2013 | 2015 | 2017 | 2019 | 2020 | 2022 |